# 中国—卡塔尔关系
中国—卡塔尔关系（阿拉伯语：‎）是指中國和卡塔爾之間的外交關係，兩國於1988年7月9日建交。

## 歷史
1988年7月5日，时任中国驻法大使周觉与卡塔尔驻法大使阿布杜勒·拉赫曼·本·哈马德·阿勒－阿迪亚在巴黎签署联合公报，宣布两国将于1988年7月9日正式建交。
2012年1月，時任中華人民共和國国务院总理温家宝訪問卡塔爾。同年5月，卡塔尔首相哈马德訪華並出席首届中国(北京)国际服务贸易交易会开幕式。
2018年7月，中卡两国签署互免签证协议，并于2018年12月生效。
2022年10月，来自中国四川的大熊猫“京京”和“四海”抵达多哈，這對大熊貓也是進入中东地区的第一批中国大熊猫。
2022年11月21日，卡塔尔宣布与中国达成一项为期27年的液化天然气供应协议。

## 經貿關係
中卡自上世纪50年代开始民间贸易往来。2012年兩國贸易额為84.5亿美元，其中中國向卡塔爾出口貨品總值12亿美元，並從卡塔爾进口貨品總值72.4亿美元。中國又從卡塔爾进口天然气498万吨和原油99.6万吨。中国主要出口商品包括机械设备、电器、电子产品、家具、金属制品等，主要进口商品是液化天然气、原油、石油化工产品等。中国已成为卡塔尔第三大贸易伙伴和第二大进口来源国，卡塔尔是中国第二大液化天然气进口来源国。
| 年份   | 中国对卡出口 | 中国自卡进口 | 中卡进出口总额 | 中国对卡逆差 |
| ------ | ------------ | ------------ | -------------- | ------------ |
| 2015年 | 22.77        | 46.12        | 68.88          | 23.35        |
| 2016年 | 15.16        | 40.09        | 55.25          | 23.94        |
| 2017年 | 16.82        | 63.95        | 80.77          | 47.12        |
| 2018年 | 24.82        | 91.44        | 116.26         | 66.62        |
| 2019年 | 24.10        | 87.05        | 111.14         | 62.96        |
| 2020年 | 26.33        | 82.71        | 109.04         | 56.38        |

### 基础设施建设
中国企业承建了2022世界杯主体育场、哈马德港、战略蓄水池、5G通信等卡塔尔重要基础设施发展项目。中铁十八局集团承建了卡塔尔大型国际化社区——珍珠岛附属工程格湾岛项目的15栋公寓楼，2020年7月开工，2021年7月完成主体结构封顶。

### 金融合作
2008年中国工商银行在卡塔尔金融中心开设分行，成为入驻卡塔尔金融中心最大的外资银行。2011年，卡塔尔央行获准成为中东地区首家进入中国的银行间债券市场的金融机构。2014年11月，两国央行签署本币互换协议，同时，中国给予卡塔尔“人民币合格境外机构投资者”资格。2015年4月，多哈人民币清算中心正式启动，成为中国在西亚北非地区首家人民币清算中心，中国工商银行多哈分行担任清算行。6月，卡塔尔正式签署协议成为亚洲基础设施投资银行创始成员国。2017年，中国银行卡塔尔金融中心分行正式设立。

## 外部連結
- 中華人民共和國駐卡塔爾國大使館官方網站（简体中文）（英文）
  - 中華人民共和國駐卡塔爾國大使館經濟商務處官方網站（简体中文）
- 卡塔爾駐華大使館官方網站（阿拉伯文）（英文）